# Hilda Heine
Hilda Cathy Heine (født 6. april 1951) er en pædagog og politiker fra Marshalløerne, der har været landets præsident siden 2024. Hun var også præsident fra 2016 til 2020. Før hun tiltrådte embedet, var hun undervisningsminister. Hun var den første person fra Marshalløerne der fik en doktorgrad og grundlæggeren af kvinderettighedsgruppen Women United Together Marshall Islands (WUTMI).
Heine er den første kvinde, der har været præsident for Marshalløerne. I 2016 var hun også den første kvindelige præsident i et mikronesisk land og kun den fjerde kvinde, der har været regeringschef for uafhængig nation i Oceanien (efter Jenny Shipley og Helen Clark fra New Zealand og Julia Gillard fra Australien).

## Tidligt liv og uddannelse
Heine blev født den 6. april 1951 på Majuro-atollen i Marshalløerne. Hun er barnebarn af Carl Heine, en australskfødt kristen missionær, der giftede sig med en lokal kvinde og blev henrettet af japanerne under anden verdenskrig. Hun gik på college i USA, hvor hun tog en bachelorgrad ved University of Oregon i 1970. Hun opnåede en mastergrad ved University of Hawaii at Manoa i 1975 og en doktorgrad i pædagogik ved University of Southern California i 2004.
Hun modtog en æresdoktorgrad i filosofi fra Fu Jen Catholic University i 2019.

## Karriere
Heine arbejdede på Marshall Islands High School i Majuro fra 1975 til 1982, som klasselærer og vejleder. I 2000 grundlagde Heine Women kvinderettighedsgruppen United Together Marshall Islands (WUTMI). Siden 2005 har hun været direktør for Pacific Resources for Education and Learning (PREL) ved Pacific Comprehensive Assistance Center. Heine deltog i 2009 i Pacific Islands Climate Change Education Partnership. Hun har også været tilknyttet Leadership Pacific Advisory Board, Commission on Education in Micronesia og Human Resources in Health Task Force.
Hun repræsenterede Aur-atollen i Nitijeļā, Marshalløernes parlament og blev undervisningsminister.
I januar 2016 blev Casten Nemra valgt som præsident for Marshalløerne. Kort efter trak Heine og hendes to sønner, Thomas Heine og Wilbur Heine, deres støtte til Nemra tilbage og gik over til oppositionen. Beslutningen blev truffet, efter at Thomas Heine ikke blev tilbudt en ministerpost i Nemras regering. Nemra blev afsat ved et mistillidsvotum efter kun to uger som præsident, og Hilda Heine blev valgt som erstatningskandidat af oppositionen. Den 27. januar 2016 blev hun som eneste kandidat blev valgt til præsident med 24 stemmer, mens seks undlod at stemme og tre var fraværende blandt de 33 medlemmer af Nitijeļā. Heine blev taget i ed som præsident for Marshalløerne den 28. januar 2016. Hun blev den første kvinde på posten.
Den 12. november 2018 overlevede Heine et mistillidsvotum med stemmerne 16-16, hvilket var færre end de nødvendige 17 stemmer. Heine og Kitlang Kabua, var de eneste to kvinder, der blev valgt ved det parlamentsvalget på Marshalløerne i 2019. Den 6. januar 2020 tabte hun sit forsøg på at blive genvalgt til præsident med 12 stemmer mod 20 stemmer til David Kabua.
Heine var kansler for University of the South Pacific (USP) fra 1. juli 2019 til 12. januar 2020. Den 12. november 2021 valgte USP's råd hende som prokansler og formand for rådet for en treårig periode fra 1. januar 2022.
Hun fungerede som rådgiver for FN's klimakonference i 2023, men trådte tilbage efter den første dag, da der kom rapporter dukkede op om, at konferencens formand Sultan Al Jaber ville bruge konferencen til at indgå olie- og gasaftaler.
Efter parlamentetsvalget på Marshalløerne i 2023 blev Heine genvalgt som præsident for Republikken Marshalløerne den 2. januar 2024. Hun blev taget i ed dagen efter.

## Privatliv
Hun er mor til fire. I februar 2016 udnævnte hun to af sine sønner, Wilbur Heine og Thomas Heine, til ministre. Hendes datter er digteren og aktivisten Kathy Jetn̄il-Kijiner.